# Loissin
Loissin est une commune de l'arrondissement de Poméranie-Occidentale-Greifswald, Land de Mecklembourg-Poméranie-Occidentale.

## Géographie
Loissin se situe entre Greifswald et Lubmin, sur la mer Baltique, entre la Dänische Wiek et la baie de Greifswald.
La commune est composée des quartiers de Loissin, Gahlkow et Ludwigsburg.

## Histoire
Loissin
Le village est mentionné pour la première fois en 1248 sous le nom de "Lodizin" d'origine slave. Propriété de l'évêque de Kamień Pomorski, il est vendu en 1240 à la ville de Greifswald qui l'échange au monastère d'Eldena. Les propriétés du monastères reviennent après la sécularisation à l'université de la ville.
Gahlkow
Gahlkow est aussi d'origine slave.
Ludwigsburg
On retrouve des traces d'habitation lors du Néolithique. En 1207, le village porte le nom de "Darsim", nom d'origine slave signifiant "forêt sauvage". Il appartient au monastère d'Eldena jusqu'en 1354 puis aux ducs de Porémanie. En 1577, Ernest Louis de Porémanie donne le village en dot à sa jeune épouse Sophia Edwige de Brunswick-Wolfenbüttel et fait construire un château. Le village prend le nom de "Ludwigshof" puis de "Ludwigsburg". La duchesse, devenue veuve, quitte la demeure sous la pression des créanciens mais en conserve le droit de propriété. Il revient ensuite à Anne de Porémanie et son fils puis est vendu en 1650 au général Müller von der Lühne. En 1747, il revient par des enchères à la famille von Horn puis en 1776 aux von Klinkowström. En 1810, le marchand Weißenborn le rachète et reste une propriété de sa famille jusqu'en 1945.
En 1945, après une brève occupation russe, le château est utilisé comme résidence pour les réfugiés. En 1975, il est évacué et laissé à l'abandon. Jörg Weissenborn, un descendant, rachète le château et son parc et monte une association pour sa restauration.
Au nord de Ludwigsburg, il y avait un village du nom de "Merotiz", mentionné en 1209 mais rapidement disparu. En 1967, on retrouve sa trace lors de fouilles archéologiques.